# Amphipsylla aspalacis
Amphipsylla aspalacis är en loppart som beskrevs av Jordan 1929. Amphipsylla aspalacis ingår i släktet Amphipsylla och familjen smågnagarloppor. Inga underarter finns listade i Catalogue of Life.